# Licinia Eudoxia
Licinia Eudoxia (Constantinopla, 422 - ibíd., 462) fue una emperatriz romana de Occidente.

## Biografía
Única hija superviviente de Teodosio II y Elia Eudocia, se casó con quien sería Valentiniano III en 437, primo suyo, el 29 de octubre de 437 en Tesalónica. De este matrimonio tuvo dos hijas, Eudoxia y Placidia. Tuvo gran influencia en el gobierno.
Tras el nacimiento de Eudoxia en 439 recibió el título de Augusta.
En 455, tras el asesinato de su esposo, fue obligada a casarse con su colaborador Petronio Máximo, quien con toda probabilidad había sido su asesino. Tras la muerte de Valentiniano, Petronio Máximo obtuvo la dignidad imperial y forzó el matrimonio para fortalecer su posición frente a los partidarios de su antecesor y ante el pueblo. Según el cronista Malco, "descontenta en Roma y enojada con el tirano Máximo debido al asesinato de su esposo, llamó al vándalo Genserico, rey de África, contra Máximo, quien gobernaba en Roma. Llegó de repente a Roma con sus fuerzas y capturó la ciudad, y habiendo destruido a Máximo y todas sus fuerzas, saqueó el palacio, llevándose incluso las estatuas de bronce. Incluso se llevó como cautivos a senadores supervivientes, acompañados por sus esposas; junto con ellos también se llevó a Cartago en África a la emperatriz Eudoxia, que le había llamado; su hija Placidia, la esposa del patricio Olibrio, quien entonces estaba en Constantinopla; e incluso a la doncella Eudocia. Después de su vuelta, Genserico entregó a la joven Eudocia, una doncella, la hija de la emperatriz Eudoxia, a su hijo Hunerico en matrimonio, y tuvo a ambas, madre e hija, con gran honor" (Chron. 366).
Se supone que con ello Eudoxia seguía el ejemplo de su cuñada, Justa Grata Honoria quien había llamado a Atila, rey de los hunos en su ayuda contra un matrimonio no deseado. Según Próspero, Máximo estaba en Roma cuando los vándalos llegaron. Dio permiso a todo el mundo para abandonar la ciudad. Él mismo intentó marcharse, pero fue asesinado por esclavos imperiales.
Las tres mujeres permanecieron prisioneras en Cartago durante siete años. En el año 462, León I, emperador romano de Oriente, pagó una gran suma como rescate de Eudoxia y su hija Placidia. Eudoxia regresó a Constantinopla después de una ausencia de veinticinco años, con Placidia a su lado. Eudocia se quedó en África como la esposa de Hunerico, y su hijo Hilderico fue rey de los vándalos entre 523 y 530.

## Referencias

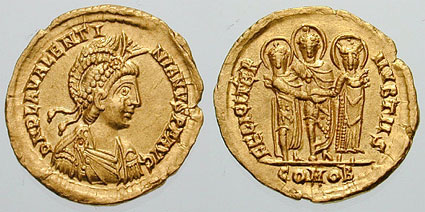
Moneda conmemorativa del matrimonio entre Valentiniano III y Licinia Eudoxia.